# Enzalutamida
Enzalutamida, vendida sob a marca Xtandi, é um fármaco da classe dos antiandrogênios não-esteroidais (NSAA/AINEs) usado no tratamento de câncer de próstata. O medicamento é indicado como terapia adjuvante em conjunto com a castração no tratamento de câncer de próstata metastático resistente à castração (mCRPC), câncer de próstata não metastático resistente à castração (CPRC)  e câncer de próstata metastático sensível à castração. É administrada por via oral.
Os efeitos colaterais da enzalutamida associada à castração incluem astenia, dor nas costas, diarreia, artralgia e ondas de calor. Em casos raros, pode provocar convulsões. Possui alto potencial em termos de interações medicamentosas. A enzalutamida é um antiandrógeno e atua como um antagonista do receptor de andrógeno, o alvo biológico dos andrógenos, como a testosterona e a diidrotestosterona. Desse modo, a enzalutaminada diminuir os efeitos adversos causados por esses hormônios na próstata e em outras partes do corpo.
A enzalutamida foi descrita pela primeira vez em 2006, e foi introduzida para o tratamento do câncer de próstata em 2012. Foi o primeiro NSAA de segunda geração a ser aprovado para comercialização. Está na Lista de Medicamentos Essenciais da Organização Mundial de Saúde.

## Usos médicos

### Câncer de próstata
Há evidências  robustas da eficácia da enzalutamina no aumento da sobrevida geral e mpessoas com câncer de próstata não metastático resistente à castração, particularmente aquelas com tempo de duplicação (≤ 6 meses) do antígeno prostático específico (PSA).

### Terapia hormonal
A enzalutamida pode ser usada como um antiandrogênio na terapia hormonal feminizante para mulheres transgênero.

### Formas disponíveis
Geralmente, a enzalutamida é disponibilizada na forma de cápsulas de 40 mg. É ingerida por via oral na dosagem de 160 mg uma vez por dia (quatro cápsulas).

## Contraindicações
A enzalutamida é contra -indicada em pessoas grávidas. Pode causar danos teratológicos ao feto.

## Efeitos colaterais
Os efeitos colaterais mais comuns da enzalutamida observados em ensaios clínicos foram ginecomastia, dor e sensibilidade mamária, fadiga, diarreia, ondas de calor, dor de cabeça, disfunção sexual e, raramente, convulsões. Outros efeitos colaterais comuns relatados em ensaios clínicos incluem neutropenia, alucinações visuais, ansiedade, distúrbio cognitivo, comprometimento da memória, hipertensão, pele seca e prurido (coceira). A monoterapia com enzalutamida provoca diminuição da libido e da atividade sexual, significativamente menor do que os análogos do hormônio liberador de gonadotrofina (GnRH), mas semelhante ao de outros antiandrogênios não-esteroidais, como a bicalutamida.

### Efeitos adversos centrais
Em ensaios clínicos, convulsões foram relatadas em aproximadamente 1% dos pacientes tratados com enzalutamida. É presumido que esse efeito adverso seja causado devido ao potencial da enzalutamida em atravessar a barreira hematoencefálica, inibindo o receptor GABAA no sistema nervoso central em análises in vitro (IC50 = 3,6μM), além de induzir convulsões em animais quando administrada em altas doses). Além das convulsões, outros efeitos colaterais potencialmente relacionados ao receptor GABA A observados com o tratamento com enzalutamida em ensaios clínicos são ansiedade, insônia, vertigem, parestesia e cefaleia. Devido à sua capacidade de reduzir o limiar de convlusão, os pacientes com distúrbios convulsivos conhecidos ou lesão cerebral devem ser monitorados perioficamente durante o tratamento com enzalutamida. As convulsões induzidas por NSAA geralmente são tratadas com benzodiazepínico. Em estudos de variação da dose, foi relatada fadiga severa após administração de enzalutamida em doses de 240mg/dia ou superior.

### Reações adversas raras
Há registro de um caso de síndrome da encefalopatia reversível posterior (PRES) em pessoa tratada com enzalutamida. O mecanismo de ação do efeito colateral é desconhecido, mas a hipótese é de que seja por consequência da inibição do receptor GABAA pela enzalutamida.

## Overdose
A enzalutamida pode causar convulsões em caso de sobredosagem.

## Interações
A enzalutamida é um indutor  de múltiplas enzimas do citocromo P450 , incluindo CYP3A4, CYP2C9 e CYP2C19 e, por isso, tem um alto potencial de interações medicamentosas clinicamente relevantes. As concentrações plasmáticas de enzalutamida podem ser alteradas por inibidores e indutores do CYP2C8 e CYP3A4, de modo que devem ser evitadas, se possível.
Em um ensaio clínico de enzalutamida aplicada no tratamento de câncer de mama ER-positivo, o fármaco diminuiu as concentrações séricas dos inibidores da aromatase anastrozol e exemestano em, respectivamente, 90% e 50%, o que indica redução de seu potencial de eficácia nessa aplicação.

## Farmacologia

### Farmacodinâmica
A enzalutamida atua como um antagonista silencioso de alta seletividade do receptor de andrógeno (RA), o alvo biológico dos fármacos andrógenos – como a testosterona e a diidrotestosterona.  Ao contrário da bicalutamida, fármaco de primeira geração, a enzalutamida não promove a translocação do receptor de andrógeno para o núcleo ceilular e, além disso, inibe a ligação do receptor de andrógeno ao ácido desoxirribonucleico (DNA) e às proteínas co-ativadoras. Desse modo, a enzalutamida atua como um inibidor de sinalização do AR, bem como um antagonista. A droga tem afinidade duas vezes menor para o AR do que a di-hidrotestosterona (DHT), o ligante endógeno do AR na próstata.
Quando as células LNCaP, uma linhagem de células de câncer de próstata projetadas para expressar níveis elevados de RA – conforme observado em pacientes com câncer de próstata em estágio avançado – foram tratadas com enzalutamida, a expressão dos genes dependentes de andrógeno PSA e TMPRSS2 foi regulada negativamente, em contraste com a bicalutamida, em que a expressão foi regulada positivamente. Em células VCaP que superexpressam o RA, a enzalutamida induziu a apoptose, enquanto a bicalutamida não. Além disso, a enzalutamida se comporta como um antagonista do AR mutante W741C, ao passo que a bicalutamida se comporta como um agonista puro quando ligada a este mutante.

#### Mudanças nos níveis hormonais
Em estudos de monoterapia com enzalutamida na dosagem de 160 mg por dia, os níveis circulantes de testosterona aumentaram em 114,3%, dihidrotestosterona (DHT) em 51,7%, estradiol em 71,7%, gobulina ligadora de hormônios sexuais (SHBG) em 100,6%, desidroepiandrosterona (DHEA) em 9,6% e androstenediona em 51,1%, hormônio luteinizante (LH) em 184,7%, o hormônio folículo-estimulante (FSH) em 47,0% e a prolactina em 16,8%. Essas alterações nos níveis hormonais são semelhantes às da monoterapia de alta dosagem com bicalutamida. A redução máxima média nos níveis de antígeno prostático específico (PSA) foi de 99,6%.

#### Comparação com outros antiandrogênios
A enzalutamida tem afinidade de ligação aproximadamente 8 vezes maior para o receptor de andrógeno (RA) em comparação com a bicalutamida. Um estudo encontrou um IC50 (metade da concentração inibitória máxima) de 21 nM para enzalutamida e 160 nM para bicalutamida no RA em linha de células LNCaP (diferença de 7,6 vezes)  Desse modo, as pesquisas clínicas sugerem que a enzalutamida é um antiandrogênio significativamente mais potente e eficaz em comparação aos AINEs de primeira geração, como bicalutamida, flutamida e nilutamida. Além disso, ao contrário dos AINEs de primeira geração,  ensaios clínicos indicam que há risco reduzido de hepatotoxicidade ou elevação das enzimas hepáticas em pessoas tratadas com enzalutamida.

#### Modulação do citocromo P450
A enzalutamida é um forte indutor da enzima CYP3A4  e m indutor moderado da CYP2C9 e CYP2C19, por isso, é capaz de afetar as concentrações plasmáticas de outros medicamentos que são metabolizados por essas enzimas.

#### Mecanismos de resistência no câncer de próstata
A enzalutamida costuma ser eficas apenas por um período de tempo determinado, após o qual o crescimento do câncer não é mais inibido por esse antiandrógeno. Os mecanismos de resistência à enzalutamida estão sendo intensamente estudados. Atualmente, vários mecanismos foram encontrados:
- Mutações AR[44][45]
- Splicing alternativo AR[46]
- Desvio do receptor de glicocorticoides[47]
- Aumento do fluxo de glicólise[48]
- Resistência mediada por autofagia[49]
- Ativação da via de sinalização Wnt[50]
- Aumento na biossíntese mediado por enzima do androgênio intratumoral[51]
- Resistência mediada por sinalização de interleucina 6[52]

### Farmacocinética
A biodisponibilidade da enzalutamida não é totalmente conhecida, mas com base na quantidade recuperada da urina e da bile em estudos de excreção, estima-se que seja cerca de 84,6%.  Em ratos, a biodisponibilidade é de 89,7%.  As concentrações estáveos de enzalutamida são alcançadas em 28 dias após o início do tratamento. A ligação da enzalutamida às proteínas plasmáticas é de 97 a 98%, enquanto a da N-Desmetilenzalutamida (NDME), seu principal metabólito, é de 95%. A enzalutamida liga-se principalmente à albumina. O medicamento é metabolizado no fígado, principalmente pelas enzimas CYP2C8 e CYP3A4 do citocromo P450. CYP2C8 é o principal responsável pela formação de NDME. A enzalutamida tem uma meia-vida biológica de eliminação longa – de 5,8 dias em média, com um intervalo de 2,8 a 10,2 dias. A meia-vida de eliminação do metabólito NDME é ainda mais longa, cerca de 7,8 a 8,6 dias. A enzalutamida é eliminada  em 71,0% na urina, 13,6% na bile e 0,39% nas fezes.

## Química
Enzalutamida é um composto sintético derivado da hidantoína  e está estruturalmente relacionada com os AINEs de primeira geração, como flutamida, nilutamida, e bicalutamida, bem como a outros AINEs mais recentes, também de segunda geração, como apalutamida e proxalutamida.

## Pesquisa

### Câncer de mama
Avaliações pré-clínicas sugerem e que a enzalutamida pode ser eficaz no tratamento de certos tipos de câncer de mama. Ela foi testada em tratamento de câncer de mama triplo-negativo e AR-positivo em um ensaio clínico de fase II.

### Hirsutismo e hiperandrogenismo
Estudos preliminares indicam que a enzalutamida é eficaz para o tratamento de hirsutismo e hiperandrogenismo em pessoas com síndrome dos ovários policísticos.

## História
A enzalutamida foi descoberta por Charles Sawyers, no Kettering Cancer Center, e Michael Jung na Universidade da Califórnia. Eles e seus colegas sintetizaram e avaliaram cerca de 200 derivados da hidantoína (RU-59063), um análogo de nilutamida, para avaliar o potencial de antagonismo ao RA em células cancerígenas de próstata, e identificaram a enzalutamida e RD-162 como compostos com potencial uso na prática clínica. Esses compostos foram patenteados em 2006 e descritosna literatura  em 2007. A enzalutamida foi desenvolvida e comercializada pela Medivation para o tratamento do câncer de próstata.
 

Foi aprovada pela Food and Drug Administration (FDA) para o tratamento de  câncer de próstata metastático resistente à castração (mCRPC) nos Estados Unidos em agosto de 2012; e para o tratamento de câncer de próstata não metastático resistente à castração em julho de 2018. A enzalutamida foi o primeiro antagonista do RA a ser aprovado para o tratamento do câncer de próstata em mais de 15 anos, após a introdução da bicalutamida, NSAA de primeira geração, em 1995. Portanto, a enzalutamida foi o primeiro NSAA de segunda geração a ser introduzido no mercado.